# Ratten-Coronavirus
Das Ratten-Coronavirus (englisch Rat coronavirus, RtCoV) ist Virus aus der Gattung Coronaviridae. Es kommt nur bei Farbratten vor, wie sie in Forschungseinrichtungen zu Versuchzwecken gehalten werden. Das Ratten-Coronavirus verursacht bei diesen Tieren eine Sialodacryoadenitis genannte akute Entzündung der Atemwege mit einer Entzündung der Speicheldrüsen (Sialo-), Tränendrüsen (dacryo-) und Lymphknoten (adeno-). Die Virusspezies wurde früher auch als Ratten-Sialodacryoadenitis-Virus oder Sialodacryoadenitis-Virus (SDAV) bezeichnet.

## Morphologie
Die Virionen des RtCoV sind unregelmäßig bis rund und etwa 120 bis 160 nm groß. In der Virushülle befinden sich typische, etwa 12 bis 24 nm lange Peplomere. Sie sind im Elektronenmikroskop morphologisch nicht von anderen Mitgliedern der Familie Coronaviridae zu unterscheiden.

## Genom
Das Genom des Ratten-Coronavirus besteht aus einem einzigen, linearen Strang einer einzelsträngigen RNA mit positiver Polarität (+ssRNA), die etwa 27 bis 33 kb lang ist. Am 5'-Ende besitzt das Genom eine 5'-Cap-Struktur und am 3'-Ende einen poly-A-Schwanz. Die Sequenz des RtCoV ist dem Genom des Maus-Hepatitisvirus sehr ähnlich (gleiche Spezies). Das RtCoV besitzt ein kurzes Nukleotid-Motiv (UCUAAAC), das bei anderen Viren mit der Bildung von subgenomischer RNA assoziiert ist.

## Biologische Bedeutung
Das RtCoV ist hochkontagiös und verbreitet sich durch Tröpfchen- und Schmierinfektion rasch innerhalb eines Tierbestandes. Die Infektion kann auch durch nicht erkrankte, jedoch das Virus ausscheidende Ratten übertragen werden. Nach einer Inkubationszeit von wenigen Tagen beginnen die Symptome mit Sekretfluss aus der Nase, verstärktem Tränenfluss und einer Schwellung des Nackenbereiches. Es folgt ein Ödem am Hals und eine Entzündung der Lymphknoten im Halsbereich und der Speicheldrüsen. Es kann zu Einblutungen in die vordere Augenkammer und Geschwüren an der Kornea kommen. Häufig treten bakterielle Sekundärinfektionen insbesondere mit Mycoplasma pulmonis auf. Dabei kann RtCoV abhängig vom Zeitpunkt der Infektion die Infektion mit M. Pulmonis verstärken. Das RtCoV repliziert sich auch in alveolären Zellen und verursacht dann eine interstitielle Pneumonie. Die Letalität der Erkrankung ist abhängig von den bakteriellen Sekundärinfektionen, eine Infektion mit RtCoV alleine führt nur selten zum Tod und ist selbstlimitierend.
Die Infektion mit RtCoV bei Farbratten im Labor ist ein bedeutendes Problem bei der Verwendung der Tiere in der Forschung, da selbst überlebende Ratten durch die Veränderung der Bedingungen oder einer antibiotischen Behandlung der Sekundärinfektionen gegebenenfalls nicht mehr zur Auswertung von Ergebnissen herangezogen werden können.

## Systematik
- Gattung Betacoronavirus

- Untergattung Embecovirus

- Spezies Betacoronavirus muris (Murines Coronavirus)

- Ratten-Coronavirus

- Subtyp Sialodacryoadenitis-Virus
- Subtyp Ratten-Coronavirus (Stamm NJ)
- Subtyp Ratten-Coronavirus (Stamm 681)